# Notár Mary
Notár Mary (egentlig født Mary Nótár, 2. juli 1985, Taktaharkány i Ungarn) er en roma sanger fra Ungarn. Hun har medvirket i en omrejsende musikfestival kaldet Roma Sztárparádé. Efter ungarsk tradition bruger hun sit familienavn som fornavn og bruger derfor kunstnernavnet "Nótár Mary". 
Hun startede sin karriere som 12-årig inden hun flyttede til Budapest.
Nótár blev opdaget i et talentshow f Bódi Guszti i 2001, hvorefter hun fik en pladekontrakt og udgavsit først album, Egyszer egy éjszaka, i en alder af 16 år. Hendes andet album fik navnet Hajnalcsillag.
I 2004 udkom hendes tredje album, Jeges szív, er solgte guld. Herefter udkom Roma Sztárparádé, før hun udgav to duet-albums med Bódi Csaby.
Nótár udgav endnu et soloalbum i 2007 kaldet Cigánylány, der blev bandt de ti mest solgte albums albums i perioden.
I 2008 udgav hun albummet Hódító varázs.

## Diskografi
- Egyszer egy éjszaka
- Hajnalcsillag
- Jeges szív (2004)
- Roma Sztárparádé
- Cigánylány (2007)
- Hódító varázs (2008)